# Мохамед, Хабиб
Хабиб Мохамед (англ. Habib Mohamed; род. 10 декабря 1983) — ганский футболист, выступавший на позиции защитника за сборную Ганы и преимущественно ганские клубы.

## Клубная карьера
Хабиб Мохамед начинал свою карьеру футболиста в ганском клубе «Кинг Файсал Бэйбс» из Кумаси, внеся свой вклад в успешное выступление команды в Кубке Конфедерации КАФ 2005. Он был признан лучшим игроком четвертьфиналов того розыгрыша. В 2006 году Хабиб Мохамед был на просмотрах в Германии и Израиле.
После окончания чемпионата мира 2006 Хабиб Мохамед перешёл на правах аренды с возможностью выкупа в норвежский клуб «Мольде». Но ганец не сыграл ни одного матча в рамках Типпелиги и по окончании сезона 2006 вернулся в «Кинг Файсал Бэйбс».
25 июня 2007 года BBC и турецкие СМИ сообщили о том, что 23-летний ганский защитник подписал двухлетнее соглашение с турецким «Анкарагюджю» после прохождения медицинского обследования. Ожидалось, что Хабиб Мохамед присоединится в следующем сезоне к нему после окончания действия контракта с командой «Кинг Файсал Бэйбс». После шести месяцев в Турции защитник вернулся в Гану, став игроком «Асанте Котоко» из Кумаси. Затем он сменил ещё ряд ганских клубов, а также выступал за египетскую «Смуху» и иракскую «Аль-Талабу».

## Карьера в сборной
29 мая 2006 года Хабиб Мохамед дебютировал за сборную Ганы, выйдя в основном составе в товарищеском матче против команды Ямайки. Он был включён в состав сборной Ганы на чемпионат мира по футболу 2006 года в Германии. На турнире он провёл два из четырёх матча своей команды на турнире: с Чехией и США.

## Достижения
«Асанте Котоко»
- Чемпион Ганы (1): 2007/08